# Ludwig Herpel
Ludwig Herpel (* 7. Oktober 1887 in Kelsterbach; † 19. Oktober 1934 in Hamburg) war ein deutscher Wirtschaftswissenschaftler.

## Leben
Herpel war der Sohn des Lehrers Peter Herpel. In seiner Jugend besuchte er von Ostern 1894 bis Ostern 1897 die Volksschule in Bickenbach (Bergstraße), dann bis Ostern 1906 das Alte Kurfürstliche Gymnasium Bensheim. Anschließend arbeitete er ein Jahr bei einer Privatbank in Darmstadt, bevor er sich zum Sommersemester 1907 zum Studium der Staatswissenschaften an der Universität Leipzig immatrikulierte. Zum Wintersemester 1908/109 wechselte er an die Universität Heidelberg, wo er sein Studium im Wintersemester 1909/1910 abschloss.
1910 legte Herpel eine Dissertation zu dem Thema Die organisation des Bodenkredits im Großherzogtum Hessen an der Philosophischen Fakultät der Ruprecht-Karls-Universität Heidelberg vor, die von Eberhard Gothein betreut wurde. Die Arbeit wurde kurz nach ihrer Veröffentlichung als Hochschulschrift auch als reguläre Publikation im Rahmen der Reihe „Beiträge zur hessischen Agrar- und Grundentlastungs-Politik“ veröffentlicht.
Um 1930 führte Herpel, der zu dieser Zeit in Hamburg in der Liliencronstraße 18 lebte, die Berufsbezeichnung eines beratenden Volkswirtes. Herpel war Mitbegründer der Studiengesellschaft für Geld- und Kreditwirtschaft. Zusammen mit Walter von Etzdorf entwickelte Herpel, den Walter Görlitz als jungkonservativen Wirtschaftsreformer charakterisiert, vor dem Hintergrund der Weltwirtschaftskrise und der Massenarbeitslosigkeit der frühen 1930er Jahre ein als Landgemeindeprogramm bezeichnetes, ehrgeiziges Programm zur Unterstützung der Sanierung der deutschen Wirtschaft, das insbesondere umfangreiche Arbeitsbeschaffungsprogramme vorsah. In Rendsburg hatte er Juli 1931 erste Anfänge hiervon mit dem Experiment eines kommunalen Kreditschöpfungsrings in genossenschaftlicher Form geschaffen (die sogenannte Ausgleichskasse). Der Plan sah vor, den Kommunen vorerst unbeschränkt finanzielle Mittel zum Zweck der kommunalen Arbeitsbeschaffung zur Verfügung zu stellen, das in Form einer Art zweiten Währung in Form von außerhalb des regulären Geldumlaufes zirkulierenden Giralgeld verwirklicht werden sollte, um so den Initialanstoß für eine sich anschließend von selbst immer weiter dynamisierende Arbeitsbeschaffung zu geben. Die von ihm initiierte Ausgleichskassen-Bewegung dehnte sich rasch im Deutschen Reich aus. Ende 1932 gab es im Deutschen Reich ca. 45 regionale Ausgleichskassen (oder auch Arbeitsgemeinschaften genannt), die lokales Giralgeld schöpften (sog. "Notgiralgeld"). Diese dezentralen Geldschöpfungsinitiativen wurden mittels mehrerer Gesetze bekämpft und schließlich 1934 durch das "Gesetz gegen den Missbrauch des bargeldlosen Zahlungsverkehrs" endgültig unterbunden. In der Schweiz wurde die Herpelsche Idee der Ausgleichskasse von der Dezember 1934 gegründeten WIR Wirtschaftsring Genossenschaft übernommen, die bis heute existiert.
Seit den 1920er Jahren warb Herpel für seine wirtschaftspolitischen Ideen in der von ihm herausgegebenen Zeitschrift Volk, Freiheit, Vaterland. Am 31. Oktober 1931 gründete Herpel mit sechs weiteren Männern die Genossenschaft Deutsche Ausgleichskasse in Berlin, zu deren 1. Vorsitzenden er gewählt wurde. Spätestens 1932 wurde er zudem Bundesführer (1. Vorsitzender des Bundesvorstandes) des Kampfbundes für Steuerfreiheit und Eigentumswirtschaft e. V. Zweiter Vorsitzender war seit dem 22. Mai 1932 Etzdorf.
Als Vertrauter des Präsidenten des Landgemeindetages Günther Gereke war Herpel einer von dessen engsten Mitarbeitern als dieser Ende 1932 zum Reichskommissar für Arbeitsbeschaffung ernannt wurde. Für den Fall einer Berufung Gerekes zum Reichskanzler wurde Herpel Ende 1932 als Nachfolger Gerekes als Reichskommissar für Arbeitsbeschaffung gehandelt.
Das von Herpel und Etzdorf entwickelte Wirtschaftsprogramm beeinflusste unter anderem das Sofortprogramm von Kurt von Schleicher und das von Gregor Strasser 1932 vorgelegte nationalsozialistische Wirtschaftssanierungsprogramm sowie die nach 1933 tatsächlich durchgeführten Maßnahmen zur Wiederankurbelung der deutschen Wirtschaft.

## Schriften
- Die Organisation des Bodenkredits im Großherzogtum Hessen. Beiträge zur hessischen Agrar- und Grundentlastungs-Politik, Emil Roth, Gießen 1910.
- Los vom Rentabilitätswahn! Der Weg zur rentenlosen Wirtschaft durch zinsloses Baugeld, Pflüger-Verlag, Kiel 1921.
- "Weltgefühl" und Politik, 1922.
- Wege zum wahren Recht. Grundriß und Aufriß einer deutschen Rechtsordnung. Eine Lehre und Leite für Pfadsucher aus dem Dickicht heutiger Rechtverwirrung, Verlag Deutsche Zukunft A. Herpel, Hamburg 1930.
- Die Ausgleichskasse (System Dickel/Herpel). Ihre Aufgaben und ihre Möglichkeiten, Verlag Deutsche Zukunft, Hamburg 1932.
- Kredit-Autarkie schafft Arbeit und Erwerb, Verlag Deutsche Zukunft, Hamburg 1932.